# The Remixes (Mariah Carey-album)
A The Remixes Mariah Carey amerikai énekesnő tizenharmadik albuma, első és egyetlen remixalbuma. 2003. október 14-én jelent meg. A 2 CD-n megjelent album első felén a dance mixek, a másodikon főleg a hiphopremixek találhatóak.

## Tartalma
Az album második lemezén a már korábban megjelent hiphopremixeken kívül olyan számok is szerepelnek, amik eddig nem voltak fenn Carey egy albumán sem; ilyen például a Busta Rhymesszal énekelt, nagy sikerű I Know What You Want (2003), az eredetileg kislemeznek szánt The One című dal So So Def remixe (2002), valamint a Miss You című szám, amely eddig csak a Charmbracelet album ázsiai kiadásán és a Bringin’ On the Heartbreak kislemez egyes változatain szerepelt. Az I Know What You Wanton és a Miss Youn kívül még három dal szerepel a második CD-n, amik nem remixek: a Breakdown (1997), a Sweetheart (1998) és a Crybaby (2000). Az albumra felkerülő dalok szerepeltetéséhez négy kiadó járult hozzá: Carey kiadója, az Island Records, két korábbi kiadója, a Columbia Records és a Virgin Records, valamint Busta Rhymes kiadója, a J Records.

## Fogadtatása
A The Remixes nem kapott túl nagy promóciót, ahogy Carey másik, nem remixeket tartalmazó válogatásalbuma, a Greatest Hits (2001) sem. Ezzel a két albummal az énekesnő letudta adósságát volt lemezcége, a Columbia felé, aminek még két lemezzel tartozott a szerződése szerint. Mivel közben Carey volt férjét, a kiadóvezető Tommy Mottolát kirúgták a Sony/Columbiától, Carey több dologban beleszólhatott az album készítésébe, mint korábban a Greatest Hitsébe, és pár interjút is adott az albummal kapcsolatban. A The Remixes nyolc hétig vezette a Billboard Top Electronic Albums slágerlistáját, az amerikai megjelenést követő eső héten 40 697 példány kelt el belőle. A Billboard 200 lista 26. helyén nyitott, és öt hétig maradt a listán. Ez Carey első albuma, ami nem kapott aranylemez vagy másféle minősítést a RIAA-tól.
Az album dance remixeinek egy megamixe, a U Like This (Megamix) 2004 márciusában a Billboard Hot Dance Music/Club Play slágerlista 38. helyéig jutott. Az album iránt megnőtt az érdeklődés, miután Carey tizennegyedik albuma, a The Emancipation of Mimi (2005) nagy siker lett. 2006-ig a The Remixesből 246 000 példány kelt el az USA-ban (a Nielsen SoundScan adatai szerint), és kb. 1 millió példány világszerte.

## Dalok
| 1. CD                | 1. CD                                                                      | 1. CD |
| #                    | Cím                                                                        | Hossz |
| -------------------- | -------------------------------------------------------------------------- | ----- |
| 1.                   | My All (Morales “My” Club Mix)                                             | 7:10  |
| 2.                   | Heartbreaker/If You Should Ever Be Lonely (Junior’s Heartbreaker Club Mix) | 10:18 |
| 3.                   | Fly Away (Butterfly Reprise) (Fly Away Club Mix)                           | 9:50  |
| 4.                   | Anytime You Need a Friend (C+C Club Version)                               | 10:54 |
| 5.                   | Fantasy (Def Club Mix)                                                     | 11:17 |
| 6.                   | Honey (Classic Mix)                                                        | 8:06  |
| 7.                   | Dreamlover (So So Def Club Mix)                                            | 10:44 |
| 8.                   | Emotions (12" Club Mix)                                                    | 5:50  |
| 9.                   | Through the Rain (HQ2 Radio Edit)                                          | 4:08  |
| 2. CD                |                                                                            |       |
| #                    | Cím                                                                        | Hossz |
| 1.                   | Fantasy (Bad Boy Remix)                                                    | 4:52  |
| 2.                   | Always Be My Baby (Mr. Dupri Mix)                                          | 4:40  |
| 3.                   | My All/Stay Awhile (So So Def Mix)                                         | 4:44  |
| 4.                   | Thank God I Found You (Make It Last Remix)                                 | 5:09  |
| 5.                   | Breakdown                                                                  | 4:44  |
| 6.                   | Honey (So So Def Mix)                                                      | 5:12  |
| 7.                   | Loverboy (Remix)                                                           | 4:31  |
| 8.                   | Heartbreaker (Remix)                                                       | 4:38  |
| 9.                   | Sweetheart                                                                 | 4:22  |
| 10.                  | Crybaby                                                                    | 5:21  |
| 11.                  | Miss You                                                                   | 5:09  |
| Nemzetközi bónuszdal |                                                                            |       |
| 12.                  | The One (So So Def Remix)                                                  | 4:38  |
| 13.                  | I Know What You Want                                                       | 4:12  |
| Japán bónuszdal      |                                                                            |       |
| 12.                  | All I Want for Christmas Is You (So So Def Remix)                          | 3:45  |

### Miss You
A Miss You című dalt Mariah még tizenegyedik, Charmbracelet című albuma számára írta. A szám egy részletet használ fel a Terry Etling és Linda Laurie által írt  I Did It for Love című számból, amit Barry White énekelt. Jadakiss rappel benne.
A dal végül nem került fel az album első változatára, csak a japán kiadásra bónuszdalnak. Világszerte először a 2003-ban megjelent a Bringin’ On the Heartbreak kislemezen, majd az ugyanebben az évben megjelent The Remixes című remixalbum második CD-jén volt elérhető. Külön kislemezen csak promóciós kiadványként jelent meg.
Számlista
1. Miss You (feat. Jadakiss)
2. Miss You (Instrumental)
3. Got a Thing 4 You (Remix feat. Elephant Man and Da Brat)